# Ideal Electric Vehicle Company
Ideal Electric Vehicle Company war ein US-amerikanischer Hersteller von Automobilen.

## Unternehmensgeschichte
Das Unternehmen wurde 1910 in Chicago in Illinois gegründet. John H. Ryerson war Präsident, S. H. Peterson Vizepräsident und Carl J. Holdredge Sekretär und Manager. Sie begannen im gleichen Jahr mit der Produktion von Automobilen. Der Markenname lautete Ideal, evtl. mit dem Zusatz Electric. Pläne beliefen sich auf 500 Fahrzeuge. Am 16. Mai 1910 sprang Ryerson aus dem 13. Stock des Handelskammergebäudes in Chicago. 1911 endete die Produktion.
Bruce Borland von der Borland-Grannis Company übernahm 1912 das Unternehmen.
Es gab mehrere US-amerikanische Hersteller von Personenkraftwagen der Marke Ideal: Ideal Automobile Manufacturing Company, Richmond & Holmes Company, B. & P. Company, Ideal Motor Vehicle Company, Ideal Runabout Manufacturing Company, Bethlehem Automobile Company, Ideal Electric Vehicle Company, Ideal Shop und Bethlehem Motor Truck Company.

## Fahrzeuge
Im Angebot standen Elektroautos. Sie hatten Kettenantrieb. Das Fahrgestell hatte 234 cm Radstand. Der Aufbau war ein Brougham. Der Neupreis betrug 1875 US-Dollar im ersten Jahr, danach 2200 Dollar.